# 皮索齊基
50°1′30″N 23°23′31″E / 50.02500°N 23.39194°E
皮索齊基（烏克蘭語：Пісоцький），是烏克蘭的村落，位於該國西部利沃夫州，由亞沃里夫區負責管轄，始建於1909年，面積0.19平方公里，海拔高度257米，2001年該村落人口160。